# Колекторний провулок (Київ)
Коле́кторний прову́лок — провулок у Дарницькому районі міста Києва, місцевість Бортничі. Пролягає від Колекторної вулиці до кінця забудови.

## Історія
Колекторний провулок виник у 70-ті роки XX століття під назвою Новий. Сучасна назва — з 1977 року.